# 20901 Mattmuehler
20901 Mattmuehler è un asteroide della fascia principale. Scoperto nel 2000, presenta un'orbita caratterizzata da un semiasse maggiore pari a 2,3660632 UA e da un'eccentricità di 0,1133324, inclinata di 6,25941° rispetto all'eclittica.